# Маркіонізм

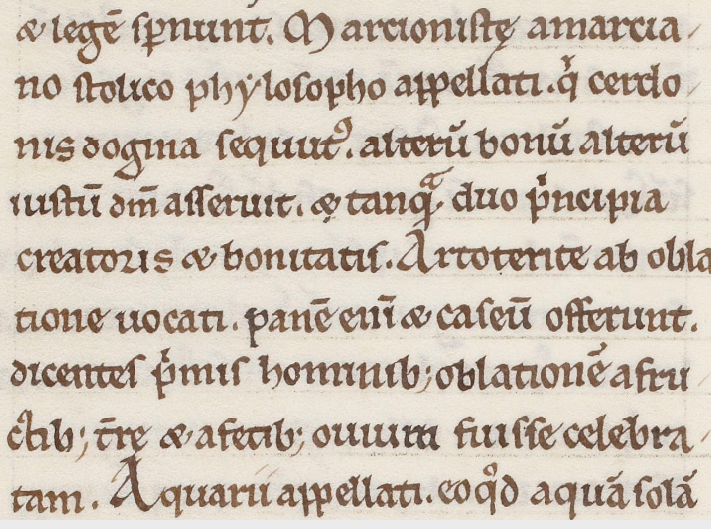
Ісидора Севільського в книзі Етимології про маркіонітів. Рукопис XIII століття. Національна бібліотека Франції

Маркіонітство — гностична течія в ранньому християнстві, пов'язана з ім'ям Маркіона. Маркіоніти (дав.-гр. μαρκιωνισταί лат. marcionistæ) проповідували дуалізм, вважаючи, що справедливий, але жорстокий і мстивий Бог Старого Завіту (Деміург матеріального світу) не має нічого спільного зі справжнім, всеблагим і трансцендентним Богом — Отцем Небесним, сином якого і був Ісус Христос.

## Походження
Про час походження єресі, що отримала назву маркіонітства, сучасні вчені сперечаються. Адольф Гарнак (в «Quellenkritik der Geschichte des Gnosticismus» Лпц., 1873) вважає її однією з найдавніших гностичних сект, відносячи її походження майже до часів апостольських. Ліпсіус (в статті «Ueber die Zeit des Markion», в «Zeitschrift für wissenschaftliche Theologie», 1867 р. і в сочин. «Zur Quellenkritik des Epiphanios», Відень, 1865 р.) визнає її одним з пізніших видозмін гностицизму.

## Доктрина маркіонітів
Послідовники Маркіона, сина Синопского єпископа, єретика II ст., Одного з найвидніших представників сирійського гносису. У своєму вченні Маркіон тримався того ж дуалізму, що й у всі інші гностики: з одного боку — Благий Бог, з іншого матерія (υλη) з її володарем, сатаною. Замість еонів-творців, у Маркіона є середнє між двома першими началами істота — Деміург, що діяв в Старому Завіті, Бог справедливий, але який не мав любові й милосердя. Світ видимий і його мешканці створені Деміургом із сутності речового хаосу. Душа людини також творіння Деміурга і спочатку відрізнялася властивостями від свого творця. Матерія постійно прагне повернути у своє володіння ту частину людини, яка раніше знаходилася в її складі; Деміург бореться проти неї, але долає матерію, і людина впадає в гріх, внаслідок чого її первісна природа змінюється в грішну; таким чином, отримує буття світ язичницький з його багатобожжям та ідолопоклонством. У володінні Деміурга залишається народ єврейський, а й над ним гріх отримав панування.
При всіх своїх зусиллях врятувати людство від поневолення матерії, Деміург не міг нічого зробити. Зглянувшись над людьми, Благий Бог посилає Христа світу, який і виявив властивості того хто послав Його — любов і милосердя. Душі врятованих Христом будуть звільнені від матерії. Відкидаючи всі книги Старого Завіту, Маркіон і з Нового Завіту визнавав лише своє змінене псевдоєвангеліє написане на основі Євангелія від Луки і десять послань ап. Павла (крім пастирських). Маркіон виключив із них ті місця, які суперечать його вченню. Він абсолютно відкидав також церковне передання. Моральне вчення Маркіона зображено характером суворого аскетичного ригоризму. Маркіон забороняв шлюб і вимагав обітниці безумовної цнотливості, зречення від усіх задоволень, утримання від їжі аж до найменшої її споживання, причому безумовно заборонялося м'ясо і вино. Засноване Маркіоном єретичне суспільство було найчисельнішим за всіх інших товариств Сирійського гносису.

## Маркіонітська практика
Маркіоніти, проповідуючи аскетизм, практикували безшлюбність.
Хрещення (скоєне в ім'я Ісуса Христа) могло бути чинені тричі: при кожному повторенні його прощалися гріхи, вчинені з часу першого хрещення. Євхаристію здійснювали водою (а не вином).
Сьомий день тижня (суботу) освячували особливим постом.

## Маркіонітство після Маркіона
По смерті Маркіона його церква розкололася на єгипетське і близькосхідне крило. На чолі першої партії стояв Апеллес, а на чолі другої Татіан.
Єгипетські маркіоніти заперечували вічність матерії, вважаючи її невдалим творінням Бога. Тіло Сина Божого не було тільки примарним, як вчив Маркіон, але матеріальним, яке складалося з найтонших повітряних елементів, що розсіялися при вознесінні, так що тільки душа його піднеслася на небо. Типовий вислів Апеллеса: "Кожен повинен неухильно перебувати у своєму вченні, яке б воно не було; тільки б вірив в розп'ятого Ісуса і робив добро — той буде спасенний ".
На чолі іншої фракції маркіонітства стояв Татіан, уродженець Ассирії, спочатку філософ-платонік, потім християнин, учень Іустина Філософа, по смерті вчителя засвоїв вчення Маркіона про протилежності між Старим і Новим Заповітом і про презирство до плоті — матерії. Він проповідував це вчення на Сході, де його послідовники мали назву енкратитів (ті що стримуються) і гідропарастатов (ті що п'ють воду).
За часів Єпіфанія Кіпрського (близько 400 року) маркіонітство було дуже поширене в Малій Азії, Сирії, Вірменії, а на Заході — в Римі й Карфагені.

## Критика
У III столітті з'явився твір проти Маркіона у віршах, який приписують Тертулліану. Найбільші з цих творів Тертуліана — «Проти Маркіона в п'яти книгах» (лат. «Adversus Marcionem libri quinque» «Adversus Marcionem libri quinque») («Латинська патрологія» Міня, том II) і «Проти Гермогена» (лат. «Adversus Hermogenem» «Adversus Hermogenem») (там же).
У першому з цих творів особливо важливий детальний розбір твору Маркіона «Antitheses». Спростуванню Маркіона присвячували свої праці Климент Олександрійський і Ориген, спеціальне твір проти Маркіона написав також Іполит Римський, але вони досі, не знайдені; є думка, що зміст його повторює Єпіфаній Кіпрський у своєму Панаріоні.
До IV століття маркіоніти вважалися однією з найнебезпечніших для церкви єресей, так що майже кожен церковний учитель вважав своїм обов'язком полемізувати з Маркіоном (Юстин, Феофіл Антіохійський, Аполлінарій Ієрапольський, Модест, Родон, Іриней, Філастрій, Августин та інші). До нас дійшло 38 протівомаркіонітських передмов до Євангелій, написаних на латині й грецькою мовою.